# Liste der Naturdenkmale in Niederscheidweiler
Die Liste der Naturdenkmale in Niederscheidweiler nennt die im Gemeindegebiet von Niederscheidweiler ausgewiesenen Naturdenkmale (Stand 11. März 2024).

## Naturdenkmale
| Nr.         | Bezeichnung               | Lage                                              | Beschreibung                                                                    | Bild                                    |
| ----------- | ------------------------- | ------------------------------------------------- | ------------------------------------------------------------------------------- | --------------------------------------- |
| ND-7231-424 | Gerichts- oder Thingeiche | nördlich des Ortes; Flur Hinter Thumme Hüste Lage | Quercus sp.                                                                     | Direkt Bild zu diesem Denkmal hochladen |
| ND-7231-425 | Zwei Eichen               | südlich des Ortes; Flur Holzbacher Teich Lage     | Quercus petraea, einer von ursprünglich zwei Bäumen, der andere 2005 umgestürzt | Direkt Bild zu diesem Denkmal hochladen |
| ND-7231-426 | Weinbacheiche             | nördlich des Ortes; Flur Allmerberg Lage          | Quercus petraea                                                                 | Direkt Bild zu diesem Denkmal hochladen |